# Gnjilišta
Gnjilišta su naseljeno mjesto u gradu Čapljini, Federacija BiH, BiH.

## Stanovništvo

### 1991.
Nacionalni sastav stanovništva 1991. godine bio je sljedeći:
ukupno: 345
- Hrvati – 338
- Muslimani – 1
- ostali, neopredijeljeni i nepoznato – 6

### 2013.
Nacionalni sastav stanovništva 2013. godine bio je sljedeći::
ukupno: 315
- Hrvati – 314
- ostali, neopredijeljeni i nepoznato – 1

## Sport
- HNK Croatia Gnjilišta, bivši nogometni klub